# Synchiropus kiyoae
Synchiropus kiyoae es una especie de peces de la familia Callionymidae en el orden de los Perciformes.

## Morfología
• Los machos pueden llegar alcanzar los 2 cm de longitud total.

## Hábitat
Es un pez de mar y de clima tropical y demersal que vive entre 5-14 m de profundidad.

## Distribución geográfica
Se encuentra en Hawái y Japón (incluyendo las Islas Ogasawara ).

## Observaciones
Es inofensivo para los humanos